# Jeremies Tranos
Jeremies II Tranos (en grec Ιερεμίας Β' Τρανός) va ser tres vegades patriarca de Constantinoble, la primera de l'any 1572 al 1579, la segona del 1580 al 1584 i la tercera del 1587 al 1595.
Va néixer a Anquíalos l'any 1536 en el si d'una família influent. Va ser metropolità de Larisa, i l'any 1572 va ser elegit per primera vegada patriarca, i el novembre de 1579 els otomans el van deposar per afavorir Metròfanes III. Va tornar a ser patriarca a la mot de Metròfanes el 1580 fins al març de 1584, i una última vegada des del 1587 fins a la seva mort l'any 1595.
Jeremies va mantenir bones relacions amb el papa Gregori XIII, i fins i tot estava disposat a acceptar la reforma del calendari que el papa proposava, encara que no es va aplicar fins anys més tard. Teolepte II, metropolità de Filipòpolis el va denunciar per voler aquest canvi davant de les autoritats otomanes, i això va causar la seva destitució l'any 1584. Durant el seu patriarcat intermitent, va fer nombroses visites pastorals a les províncies ortodoxes, va buscar suport econòmic pel patriarcat, va introduir importants reformes en l'administració de l'Església Ortodoxa i va defensar la seva acceptació irrenunciable de la tradició Ortodoxa, tant davant del papa com dels teòlegs luterans, amb els que va mantenir una abundant correspondència. Va rebre dels luterans la Confessió d'Augsburg, on presentaven els principis del protestantisme, i Jeremies va escriure les famoses Respostes, on contestava a cada article i assenyalava les diferències teològiques refutant les premisses dels luterans.
També va tenir importància el seu paper en l'establiment del Patriarcat de Moscou i de tota Rússia a favor del metropolità Job durant el viatge que va fer a Rússia l'any 1589. L'establiment d'aquest patriarcat va ser confirmada per dos Concilis de Constantinoble, celebrats l'any 1590 i el febrer de 1593.